# Zasada jednolitych ram instytucjonalnych
Zasada jednolitych ram instytucjonalnych zakładała, że Unia Europejska wykorzystywała instytucje i organy wspólnotowe tak jak własne. Organy wspólnotowe funkcjonowały na zasadzie zapożyczenia w ramach II i III filara, przy czym instytucje ogólne Unii Europejskiej miały kompetencje do stanowienia prawa we wszystkich trzech filarach, choć w każdym te kompetencje były inne. Jedynym organem UE działającym w ramach II i III filara była Rada Europejska. Rolą instytucji było zapewnienie spójności i ciągłości działań we wszystkich trzech filarach. Miało to zapobiec sytuacji, w której każdy z filarów rozwinie własną strukturę instytucjonalną. Jednolite ramy instytucjonalne wiązały się z respektowaniem i rozwijaniem acquis communautaire; wszystkie decyzje podejmowane w ramach II i III filara musiały respektować prawo wspólnotowe.